# Siège administratif des ACEC
La siège administratif des ACEC est un immeuble de bureaux située le long de l'avenue Rousseau dans la section de Marcinelle à Charleroi (Belgique). Il a été construit en 1971 par les architectes Cosyn et Wastchenko pour les Ateliers de constructions électriques de Charleroi.

## Histoire
Le bâtiment a été construit dans une période de crise pour l'ACEC et sa construction représente un renouvellement de l'image de l'entreprise.
La bâtiment doit être réhabilité et intégré dans l'usine de construction de satellites d'Aerospacelab prévue pour 2025.

## Architecture
Ce bâtiment a été construit au début des années 70 par les deux architectes Cosyn et Watschenko pour abriter les bureaux de l'ACEC.
Le bâtiment se caractérise par une ossature métallique apparente et une façade en verre et est installé sur un site qui regroupe toutes les installations de production de l'entreprise. Le bâtiment est formellement simple, avec un parallélépipède à six niveaux et un sous-sol. La circulation interne se développe dans le noyau central en béton armé qui, grâce au système de construction par poutres d'acier, offre une grande liberté spatiale. Le programme architectural est défini au rez-de-chaussée dans un secrétariat, un réfectoire et des salles à manger privées. Les bureaux sont situés aux étages supérieurs. Au rez-de-chaussée se trouvent les locaux techniques et le parking de la direction.
Le système de construction de ce bâtiment témoigne du goût structurel et mécanique pour l'architecture en vogue dans les années 1960 et 1970..

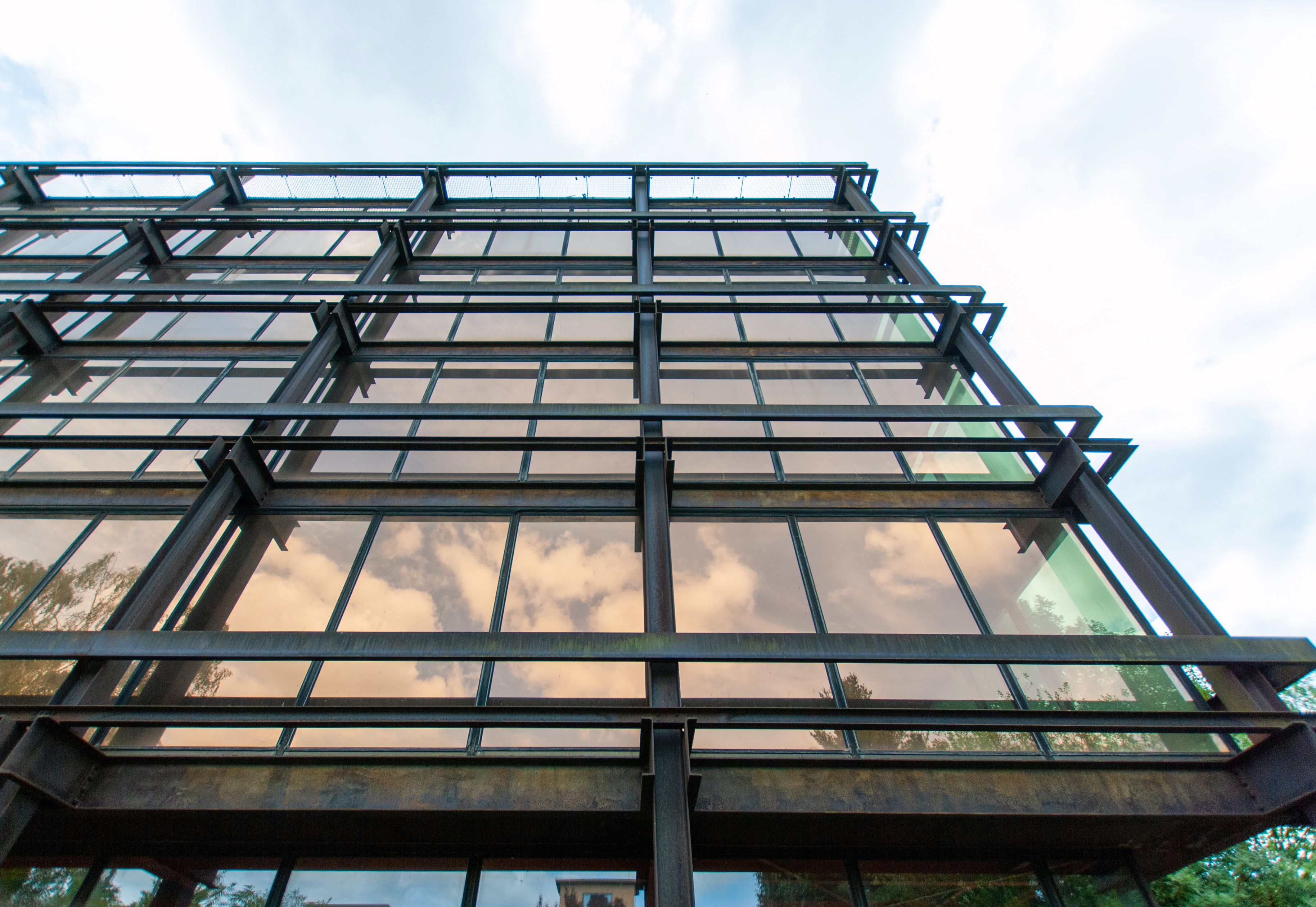
Detail de la façade.